# Bien o mal (canción)
«Bien o mal» es una canción interpretada por la cantante mexicana Julieta Venegas, perteneciente a su quinto álbum de estudio Otra cosa, del 2010. Esta canción fue compuesta junto al argentino Ale Sergi (Vocalista de Miranda!). Fue lanzado como primer sencillo el 18 de enero de 2010.
El tema contó con una buena recepción por el público, pero no como se esperaba como en sus otros sencillos como «Me Voy» o «Andar Conmigo» alcanzando el número uno en pocas semanas, este alcanzó la quinta posición en la radio mexicana, en los Estados Unidos alcanzó la posición veintiuno en la lista Billboard Top Latin Songs y el ocho en Latin Pop Airplay.
El vídeo fue dirigido por Agustín Alberdi y fue lanzado el 5 de marzo de 2010 en la cuenta de VEVO de YouTube de la cantante. El vídeo fue ganador en los  Premios Grammy Latino en la categoría de "Mejor Vídeo Musical Versión Corta".

## Canción
La canción compuesta por Julieta Venegas, con la colaboración del cantante argentino Alejandro Sergi, vocalista  de Miranda!, el sencillo fue lanzado en descarga digital el 18 de enero de 2010, rápidamente alcanzó la cima de la radio mexicana y latinoamericana. La canción es acerca de las personas tienen miedo cuando empiezan una relación.
En palabras de Julieta: “La escribí con Álex Sergi de Miranda y habla sobre saber apostar en el amor. Aunque nos dé miedo y no saber si vas por buen camino, siempre es bueno lanzarte y ver qué pasa"
Una semana después de haber salido su álbum a la venta, en la tienda de música digital iTunes Store (US) salió como sencillo de la semana su canción dándola gratis a sus suscriptores. así retomando su dominio musical y llegando a más personas en EUA.

## Video musical
Julieta se transforma en el videoclip de la canción y nos remonta al pasado, donde según la historia, en el inicio de la humanidad, la sociedad se rigió por un sistema matriarcal en el que las mujeres dirigían sus pueblos y transmitían las relaciones de parentesco. El video aparece repleto de jóvenes y bellas mujeres que habitan un pueblo donde escasean hombres y abundan las mariposas de colores, y en donde Julieta es una matriarca hecha y derecha. Además la cantautora porta una espada y se pone al frente del grupo de jóvenes mientras ellas, bajo un intenso Sol y la fresca brisa, se alimentan de todo tipo de flores y expulsan mariposas coloridas y musicales. Hacia el final del video aparece una Julieta mucho más natural cantando en un ambiente más íntimo y actual.
El clip fue rodado en una quinta del Gran Buenos Aires durante el mes de diciembre de 2009 y fue dirigido por Agustín Alberdi. “Las canciones en gran parte las estuve trabajando en el encierro absoluto, y ahora solo estamos reemplazando lo que hay que tocar bien, y dejando lo que funciona, así que va a ser un disco con mucho trabajo casero”, dijo ella.
Aunque el vídeo fue muy controversial por sus imágenes, se hizo acreedor a un premio Grammy en la categoría "Mejor Mejor vídeo musical versión corta" el 11 de noviembre de 2010.

## Formatos
- Descarga digital

| «Bien o Mal» — Sencillo |              |          |  |
| N.º                     | Título       | Duración |  |
| 1.                      | «Bien o Mal» | 2:57     |  |

## Posicionamiento en las listas

### Semanales
| Argentina      | Top 40 Argentina                          | 10 |
| Chile          | Chile Top 20 Single                       | 7  |
| España         | PROMUSICAE                                | 45 |
| Estados Unidos | Hot Latin Songs (Billboard)               | 21 |
| Estados Unidos | Latin Pop Songs (Billboard)               | 8  |
| Estados Unidos | Latin Digital Songs Sales (Billboard)     | 26 |
| Estados Unidos | Latin Pop Digital Songs Sales (Billboard) | 17 |
| Estados Unidos | Tropical Airplay (Billboard)              | 40 |
| México         | México Airplay (Billboard)                | 12 |
| México         | México Español Airplay (Billboard)        | 9  |
| México         | Monitor Latino                            | 5  |

### Listas
| Posición | 32 | 32 | 36 | 39 |

## Premios y nominaciones

### Latin Grammy
- Mejor Vídeo Musical Versión Corta - Ganadora

## Remixes
- iTunes (Instituto Mexicano del Sonido remix) — 3:12